# Эскадренные миноносцы проекта 7
Эскадренные миноносцы проекта 7, также известные как тип «Гневный», — тип советских эскадренных миноносцев так называемой «сталинской серии», строившихся для Советского Военно-Морского Флота во второй половине 1930-х годов. 
Самые массовые советские эскадренные миноносцы 1920-х—1930-х годов, один из самых массовых типов эскадренных миноносцев в истории российского и советского флотов.
Всего было заложено 53 единицы. Из них 28 были достроены по первоначальному проекту, 18 были достроены по проекту 7-У, 6 были разобраны на стапеле. Один («Решительный») затонул при буксировке в шторм после спуска на воду (кораблём командовал будущий главком ВМФ СССР С. Г. Горшков) и не был достроен.

## История разработки
Разработка эсминцев нового проекта, предназначавшихся для усиления ВМС РККА, велась с конца 1933 года коллективом Центрального конструкторского бюро спецсудостроения (ЦКБС-1) под руководством В. А. Никитина и П. О. Трахтенберга.
В качестве основы для создания новых советских эсминцев  были выбраны итальянские эскадренные миноносцы типа «Маэстрале».

## Конструкция
Мореходность «семерок» оставляла желать лучшего. Из-за зауженных обводов носовой части корпуса они сильно зарывались в волну; при волнении моря 8 баллов скорость падала до 5—8 узлов.
Для повышения остойчивости на часть «семерок» в 1940—1941 гг. уложили твёрдый балласт (82—67 тонн).

### Энергетическая установка
Два главных турбозубчатых трехкорпусных агрегата смешанной активно-реактивной системы и три водотрубных котла треугольного типа, мощностью 48 000 л. с. при 415 об/мин., которые вращали два гребных винта диаметром 3,18 м и шагом 3,65 м.

### Вооружение
Главный калибр
Артиллерия главного калибра у эсминцев проекта 7: четыре 130-мм орудия Б-13-I с длиной ствола 50 калибров, изготовленных заводом «Большевик», углы вертикального наведения от −5 до +45°. Все типы снарядов (осколочно-фугасные, полубронебойные и дистанционные гранаты) были одинакового веса — 33,5 кг и выпускались из ствола с начальной скоростью 870 м/с на максимальную дальность 139 кбт (25,7 км). Боезапас включал в себя 150 выстрелов на ствол, в перегруз (по вместимости погребов) корабль мог брать до 185 выстрелов на ствол — то есть в сумме до 740 снарядов и зарядов. Подача боеприпасов осуществлялась вручную, досылка — пневмодосылателем.
Зенитное вооружение ;
Зенитное вооружение составляли: пара 76-мм универсальных установок 34-К, два 45-мм полуавтомата 21-К, два 12,7-мм пулемёта ДШК. В ходе войны зенитное вооружение усиливалось за счет замены полуавтоматов 21-К на автоматические пушки 70-К и установки дополнительных 1-3 (в зависимости от наличия орудий) автоматов 70-К, пулеметов ДШК или полученных по Ленд-лизу зенитных пулеметов Виккерса или Кольта. Эскадренный миноносец Балтийского флота «Грозящий» получил также дополнительное 76-мм орудие 34-К.
Торпедное вооружение
Торпедное вооружение включало в себя два 533-мм трехтрубных торпедных пороховых аппарата 39-Ю. Скорость вылета торпеды составляла 12 м/с. 533-мм торпеды 53-38 (53-38У), длина 7,4 м, масса 1615 (1725) кг, масса ВВ (тротил) 300 (400) кг, дальность: 4,0 км ходом 44,5 узла, 8,0 — 34,5, 10,0 — 30,5. По проекту эсминцы могли нести дополнительно 6 запасных торпед в стеллажах, но перезарядка аппаратов вручную в свежую погоду оказалась невозможной. Первым это поняло командование Северного флота и в марте 1942 года приказало запасные торпеды снять.
Противолодочное вооружение
На расположенные на верхней палубе рельсы корабль мог принять 60 мин КБ-3, или 65 мин образца 1926 г., или 95 мин образца 1912 г. (в перегруз).
Стандартный набор глубинных бомб — 25 штук (10 больших Б-1 и 15 малых М-1); позже его довели до 40 Б-1 и 27 М-1. Большие бомбы хранились непосредственно в кормовых бомбосбрасывателях; малые — 12 в погребе и 8 в кормовом стеллаже на юте.

## Служба в годы Великой Отечественной войны

### Балтийский флот
К началу войны Балтийский флот располагал пятью «семерками» — эсминцами «Гневный», «Гордый», «Грозящий», «Сметливый» и «Стерегущий».
Эсминец «Гневный», головной корабль данной серии эсминцев, погиб в самом начале войны, 23 июня 1941 года, подорвавшись на немецком минном заграждении. Команде удалось удержать корабль на плаву, однако в условиях обнаружения перископов (которые скорее всего просто чудились наблюдателям) и подрыва на мине вслед за «Гневным» также крейсера «Максим Горький» командующий отрядом кораблей И. Г. Святов приказал эвакуировать команду эсминца и расстрелять поврежденный корабль.
Эсминец «Гордый» в июне-августе 1941 года действовал в составе отряда легких сил Балтфлота, участвовал в минных постановках, спасении команд с эсминцев «Гневный» и «Сердитый», оказывал огневую поддержку оборонявшим Таллин советским войскам. 28 августа 1941 года в ходе эвакуации войск и флота из Таллина получил тяжелые повреждения от подрыва мины рядом с бортом, на следующий день подвергся атакам немецкой авиации, но дошел до Кронштадта. 29 сентября в Кронштадте получил дополнительные повреждения и был переведен в Ленинград, где ремонтировался до 8 октября. В ноябре эсминец вошел в число кораблей, участвовавших в эвакуации гарнизона полуострова Ханко в Ленинград, но в ночь с 13 на 14 ноября при переходе к Ханко подорвался на двух минах и затонул.
Эсминец «Грозящий» в первые месяцы войны действовал в Рижском заливе и в водах Моонзундского архипелага. 20 июля в ходе минной постановки в Ирбенском проливе получил повреждения от взрыва мины рядом с бортом, после чего ушел в Кронштадт и до сентября находился в ремонте. В сентябре поддерживал огнем советские войска у Ораниенбаума, но 18 сентября вновь встал в ремонт в Кронштадте, а 21-23 сентября стоящий в доке корабль получил несколько попаданий авиабомб. В октябре поврежденный эсминец был переведен в Ленинград, где ремонтировался до июня 1942 года. После ремонта «Грозящий» занимался преимущественно артиллерийской поддержкой оборонявших Ленинград войск, в январе 1944 года поддерживал огнем советские войска в ходе Красносельско-Ропшинской наступательной операции.
Эсминец «Сметливый» также в июне-начале июля действовал в Рижском заливе, затем перешел в Таллин. Во второй половине июля проходил ремонт в Ленинграде, после чего участвовал в обороне Таллина, Таллинском переходе и поддержке оборонявших Ленинград советских войск. 3 ноября корабль совершил переход на военно-морскую базу Ханко, где взял на борт 560 эвакуируемых с полуострова солдат, но на обратном пути эсминец подорвался на двух минах и затонул, спасти удалось всего 80 членов экипажа и 270 пассажиров.
Эсминец «Стерегущий» в июле-августе действовал в Рижском заливе совместно с эсминцем «Грозящий». 11 августа эсминец сопровождал на переходе в Кронштадт госпитальное судно «Вячеслав Молотов», смог довести на буксире подорвавшийся на мине теплоход до места назначения. 21 сентября находившийся у Петергофа эсминец был атакован группой немецких бомбардировщиков, получил несколько прямых попаданий и затонул на мелководье. В октябре с потопленного корабля сняли часть оборудования и вооружения, но провести полноценные подъемные работы не удавалось из-за близости линии фронта. Только в июле 1944 года пролежавший почти три года на дне корабль был поднят и в 1948 году вернулся в состав флота.

### Черноморский флот
Черноморский флот к началу Второй мировой войны имел шесть «семерок» — эсминцы «Быстрый», «Бодрый», «Бойкий», «Бдительный», «Безупречный» и «Беспощадный».
«Быстрый» в первые дни войны занимался обеспечением ПВО Севастополя. 1 июля эсминец был направлен на ремонт в Николаев, но на выходе из бухты подорвался на донной мине и затонул. 13 июля «Быстрый» был поднят и введен в док, но 30 августа корабль вывели из дока, а в начале сентября поврежденный эсминец был атакован самолетами и вновь затонул. Носовая часть поврежденного эсминца была уже осенью 1941 использована для ремонта однотипного «Беспощадного», а целиком корпус подняли только после войны для утилизации.
«Бодрый» встретил начало войны в Севастополе, нес дозорную службу с августа по октябрь участвовал в поддержке и снабжении оборонявших Одессу советских войск. 31 октября корабль был атакован самолетами и получил серьезные повреждения от близких разрывов, из-за чего на полтора месяца ушел в ремонт. В конце декабря эсминец совместно с крейсерами «Красный Кавказ» и «Красный Крым», лидером «Харьков» и эсминцем «Незаможник» доставил подкрепления и боеприпасы в Севастополь, в январе 1942 года участвовал в высадке тактического десанта у Судака. В феврале-июле 1942 года вновь отправился в ремонт в Туапсе, в июле переведен в Поти, но 16 июля уже закончивший ремонт эсминец попал под удар атаковавших порт Поти немецких бомбардировщиков, получил тяжелейшие повреждения и вышел из строя почти до конца войны — ремонт был завершен 31 декабря 1944 года.
«Бойкий», так же как и «Бодрый» в августе-октябре занимался поддержкой войск в Одессе, участвовал в высадке десанта у Григорьевки, затем конвоировал идущие в Севастополь транспорты, в начале ноября обеспечил эвакуацию из Ялты в Севастополь войск и боеприпасов. 28-30 декабря эсминец участвовал в высадке десанта в порту Феодосии. В январе корабль прошел ремонт, после чего участвовал в снабжении Севастополя, нескольких набеговых операциях, в том числе рейдов к румынскому и болгарскому побережью. В 1943 году вплоть до последовавшего в октябре запрета на использование эсминцев в боевых операциях без санкции Москвы «Бойкий» совершил несколько выходов к побережью Таманского полуострова и Крыма, обстрелах берега и минных постановках. С октября эсминец в море выходил только эпизодически (сказался в том числе и износ механизмов) и в боевых действиях участия не принимал.
«Бдительный» начало войны встретил в капитальном ремонте в Севастополе и до октября в боевых действиях не участвовал. В конце октября — начале ноября принимал участие в эвакуации войск из Донузлава и с Тендровской косы в Севастополь, в феврале-марте поддерживал южный фланг Крымского фронта. 17 апреля сопровождал санитарный транспорт «Сванетия» на переходе из Севастополя в Новороссийск, после гибели транспорта спас 143 человека. Участвовал в доставке подкреплений в Севастополь, был одним из последних дошедших до города крупных кораблей (25 июня). 2 июля 1942 года находившийся в Новороссийске эсминец был атакован немецкими бомбардировщиками, одна из бомб попала в носовой торпедный аппарат и вызвала подрыв торпед, от чего корабль буквально разорвало на две части. Восстановлению эсминец не подлежал.
«Безупречный» в начале войны занимался постановкой минных заграждений, участвовал в обороне Одессы, во время поддержки десанта у Григорьевки тяжело поврежден немецкой авиацией. В ноябре после ремонта участвовал в эвакуации советских войск из Ялты и с Тендровской косы, обороне Севастополя. в январе-марте 1942 года поддерживал советский десант у Судака и южный фланг Крымского фронта. 24 июня эсминец совместно с лидером «Ташкент» доставил в Севастополь подкрепления и вывез раненых. 26 июня лидер и эсминец отправились во второй рейс, но вечером того же дня эсминец был атакован вражеской авиацией и затонул со всей командой и находившимися на борту солдатами.
«Беспощадный» также в первые дни войны занимался минными постановками, затем участвовал в обороне Одессы и высадке десанта у Григорьевки, в ходе которого получил значительные повреждения и был отправлен в ремонт в Севастополь. В начале ноября находившийся в ремонте корабль вновь подвергся атакам с воздуха, из-за чего наскоро подремонтированный корабль был эвакуирован в Поти, где и стоял в ремонте до сентября 1942 года. С октября 1942 по октябрь 1943 года корабль участвовал в перевозке войск из Поти и Батуми в Туапсе, эскортировал транспорты, совершил несколько походов к побережью Крыма и к берегам Болгарии. 6 октября 1943 года. «Беспощадный» совместно с лидером «Харьков» и эсминцем «Способный» совершили рейд к Ялте и Феодосии. На обратном пути отряд кораблей подвергся четырем последовательным атакам бомбардировщиков, в ходе второй атаки эсминец получил тяжелые повреждения, а в ходе следующей атаки добит.

### Северный флот
см. Северный флот СССР во время Великой Отечественной войны
Эсминец «Разъярённый» в 1942 году переведён с Тихоокеанского на Северный флот и воевал в его составе. 20 января 1945 года был торпедирован в Баренцевом море немецкой подводной лодкой «U-293», применившей самонаводящуюся акустическую торпеду. Корабль получил тяжелые повреждения и лишился хода, но экипаж сумел остановить поступление воды, потушить возникшие мощные пожары и даже вел артиллерийской огонь с горящего корабля по предполагаемым местам нахождения подлодки. При взрыве погибли 39 членов экипажа и 17 получили ранения. Корабль на буксире доставлен в Лиинахамари, а затем в Мурманск на ремонт. Вернулся в строй только в конце 1946 года.
На эсминце «Грозный» служил юнгой писатель Валентин Пикуль, что описано в его повести «Мальчики с бантиками».

### Тихоокеанский флот
см. Тихоокеанский флот СССР во время Второй мировой войны

## Послевоенная служба
«Грозящий» в 1946 году вошел в состав 4-го (Юго-Балтийского) ВМФ, с декабря 1948 — в составе 8-го (Северо-Балтийского ВМФ). В июне 1952 года поставлен на капитальный ремонт, но уже в августе следующего года ремонт был прекращен, а корабль исключен из состава ВМФ и отправлен на слом.
«Стерегущий» с 1948 по 1957 год входил в состав 8-го ВМФ, затем Балтийского флота, в январе 1958 года исключен из списков флота и в следующем году отправлен на слом.
«Бодрый» продолжал службу в составе Черноморского флота, в 1951—1953 годах прошел капитальный ремонт, но уже в 1956 году выведен из боевого состава и использовался как судно-цель, а в 1962 году посажен на мель у Тендровской косы в качестве мишени.
«Бойкий» также оставался в составе ЧФ, в 1948—1951 гг. прошел капремонт. С 1956 года служил опытовым судном, в 1958 году отправлен на слом.
«Разъярённый» нёс службу на Северном флоте, 17 февраля 1956 года выведен из боевого состава флота и переквалифицирован в опытовое судно ОС-4. Затоплен 10 октября 1957 года при испытаниях ядерного оружия у архипелага Новая Земля. Исключен из списков флота 1 марта 1958 года.
Четыре эсминца проекта 7 были переданы ВМС Китая в 1954—1955 годах, где были известны как тип «Аньшань»:
- «Рекордный» передан 24 октября 1954 года, переименован в «Аньшань», бортовой номер 101, с 1992 установлен как музейный корабль в Циндао.
- «Резкий» передан 24 октября 1954 года, переименован в «Фушунь», бортовой номер 102, в 1989 году отправлен на слом.
- «Решительный» передан 6 июня 1955 года, переименован в «Чаньчунь», бортовой номер 103, с 1990 года установлен как музейный корабль в Жушане.
- «Ретивый» передан 6 июня 1955 года, переименован в «Тайюань», бортовой номер 104, с 1991 года используется как стационарное учебно-тренировочное судно в Даляне.

До 1970-х годов эти четыре эсминца были самыми большими и совершенными кораблями ВМФ НОАК, считались элитой флота и носили прозвище «Четыре Небесных Короля» (的“四大金刚”).

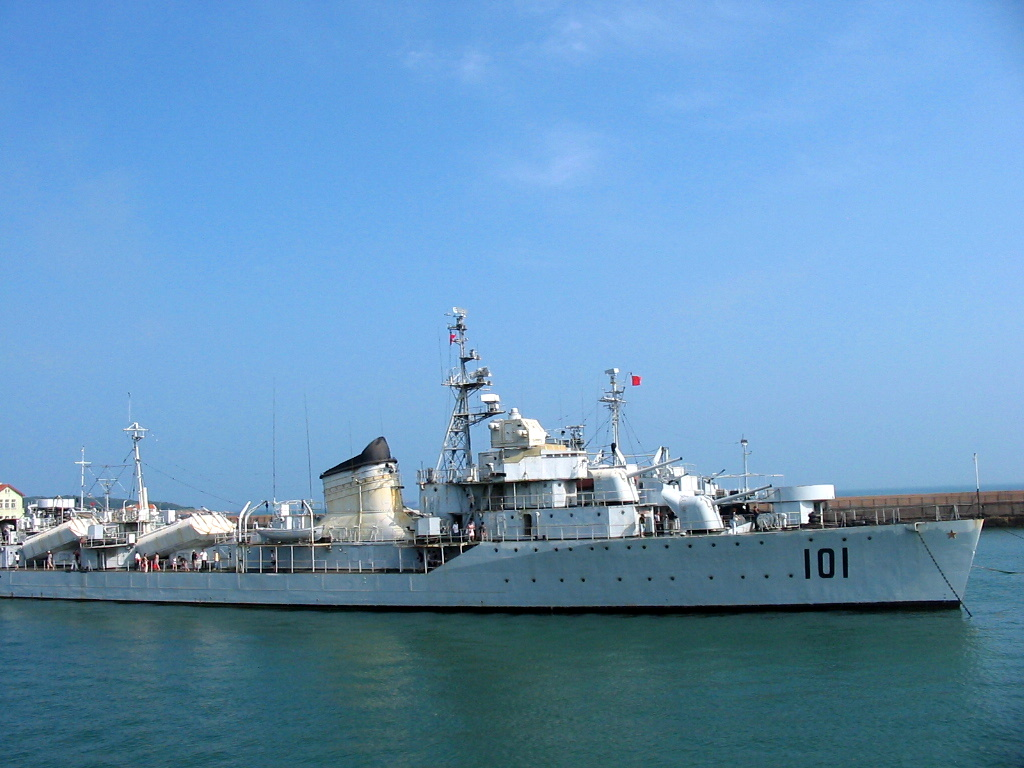
«Аньшань» (бывший «Рекордный»), 2005 год
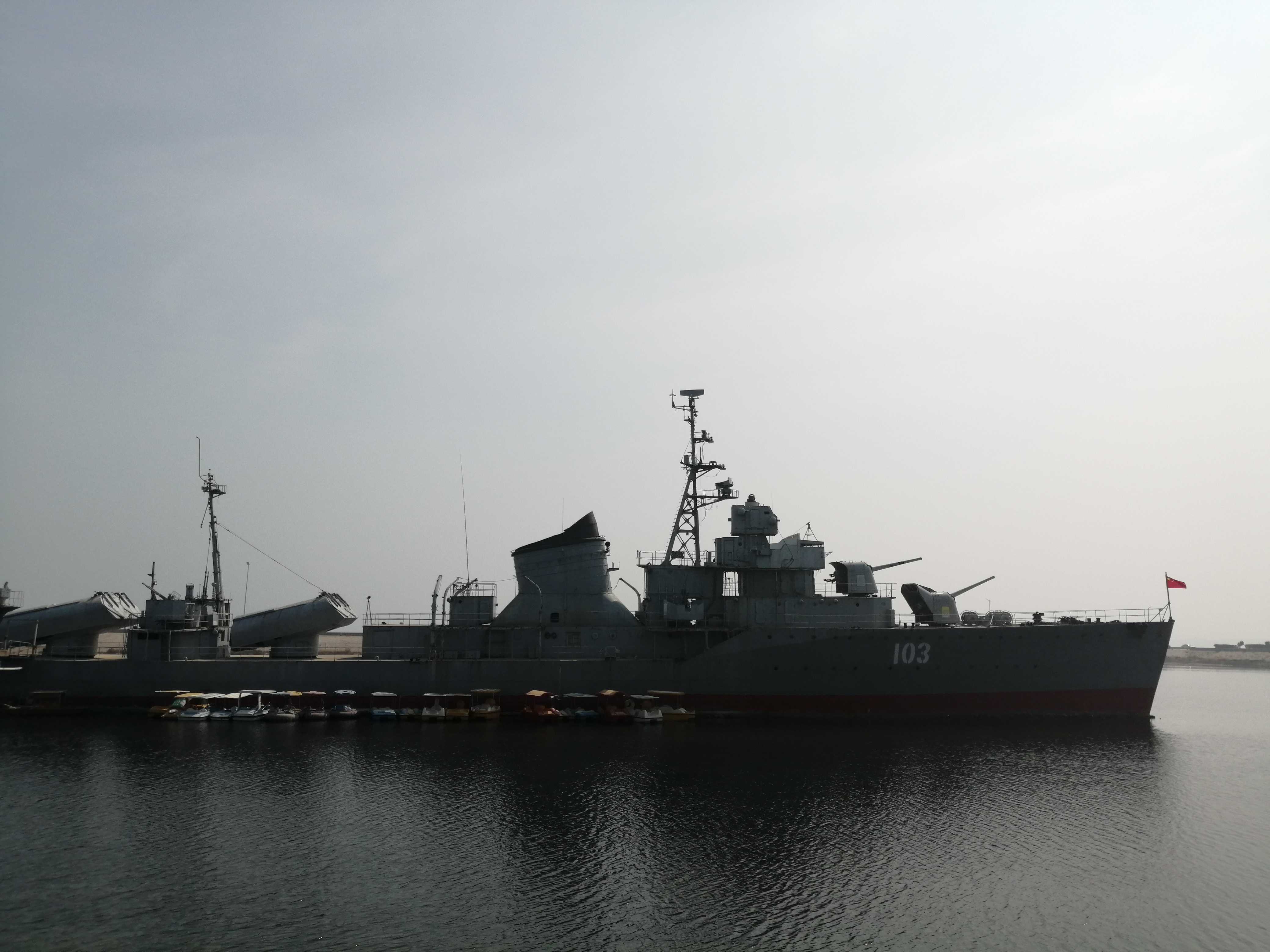
«Чанчунь» (бывший «Решительный»), 2019 год
«Тайюань» (бывший «Ретивый»), 2014 год